# Aeolochroma albifusaria
Aeolochroma albifusaria är en fjärilsart som beskrevs av Walker 1866. Aeolochroma albifusaria ingår i släktet Aeolochroma och familjen mätare. Inga underarter finns listade i Catalogue of Life.